# Uraspis helvola
 Uraspis helvola és una espècie de peix de la família dels caràngids i de l'ordre dels perciformes.

## Morfologia
Els mascles poden assolir els 58 cm de longitud total.

## Distribució geogràfica
Es troba a l'Atlàntic sud-oriental (Santa Helena), a l'oest de l'Índic (sud del Mar Roig, Oman i Sri Lanka) i al Pacífic oriental (Hawaii). També al Mar d'Arafura.